# Cheilosia zhangmuensis
Cheilosia zhangmuensis är en tvåvingeart som beskrevs av Huo och Ren 2006. Cheilosia zhangmuensis ingår i släktet örtblomflugor, och familjen blomflugor. Inga underarter finns listade i Catalogue of Life.